# Paa rostandi
Nanorana rostandi là một loài ếch trong họ Ranidae.
Nó được tìm thấy ở Nepal, có thể cả Trung Quốc, và có thể cả Ấn Độ.
Các môi trường sống tự nhiên của chúng là các khu rừng vùng núi ẩm nhiệt đới hoặc cận nhiệt đới, đồng cỏ nhiệt đới hoặc cận nhiệt đới vùng đất cao, và sôngs ngòi. Loài này đang bị đe dọa do mất môi trường sống.